# Halina Przybylska
Halina Przybylska-Roman (ur. 24 listopada 1925 w Sawieciszkach k. Poniewieża, zm. 10 czerwca 1976 w Poznaniu) – polska aktorka teatralna i filmowa.

## Życiorys
Do 1945 roku mieszkała wraz z rodziną w Grodnie, gdzie ukończyła szkołę. Następnie przeprowadziła się do Białegostoku, a następnie Olsztyna, gdzie zdała maturę w gimnazjum dla dorosłych. Absolwentka Państwowej Wyższej Szkoły Teatralnej w Warszawie (1948–1952). Podczas studiów, w 1951 roku zawarła związek małżeński ze Zbigniewem Romanem – również aktorem – z którym występowała na scenach kolejnych teatrów. Po zakończeniu studiów była członkinią następujących zespołów teatralnych: Teatru Ateneum w Warszawie (1952-1954), Teatru im. Juliusza Osterwy w Lublinie (1954–1956 oraz 1957–1959), Teatru Polskiego we Wrocławiu (1956–1957), Teatrów Dramatycznych w Szczecinie (1959–1963), Teatru im. Wilama Horzycy w Toruniu (1963–1964), Teatru im. Aleksandra Węgierki w Białymstoku (1964–1966), Teatru Rozmaitości w Krakowie (1966–1964) oraz Wrocławski Teatr Współczesny (1967–1968). Następnie grała na scenach Poznania w Teatrach: Polskim (1968–1972) i Nowym (1972–1974). Ostatnie lata spędziła w Teatrze im. Wojciecha Bogusławskiego w Kaliszu, w którym grała do jesieni 1975 roku, kiedy to zachorowała i już nie wróciła na scenę. Ponadto w latach 1968–1969 wystąpiła w dwóch spektaklach Teatru Telewizji.
W 1958 roku otrzymała nagrodę artystyczną miasta Lublina I stopnia za wybitne osiągnięcia aktorskie ze szczególnym uwzględnieniem roli Młodej w "Klątwie" Stanisława Wyspiańskiego w lubelskim Teatrze im. Juliusza Osterwy.

## Filmografia
- Celuloza (1953) – Weronka, siostra Szczęsnego
- Pod gwiazdą frygijską (1954) – Weronka, siostra Szczęsnego
- Cień (1956) – chłopka
- Małe dramaty (1958) – matka "Milionera" w noweli "Milioner"
- Kolorowe pończochy (1960) – matka Jadźki w noweli "Jadźka"